# CompactFlash

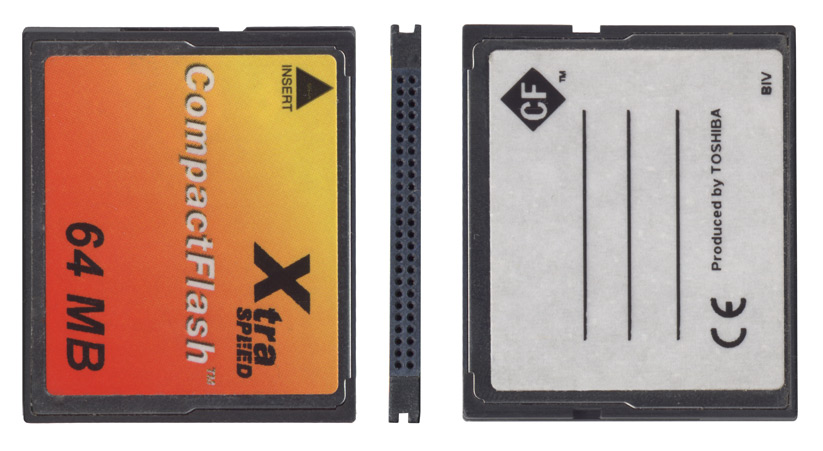
CompactFlash Type I-kaart van 64 MB

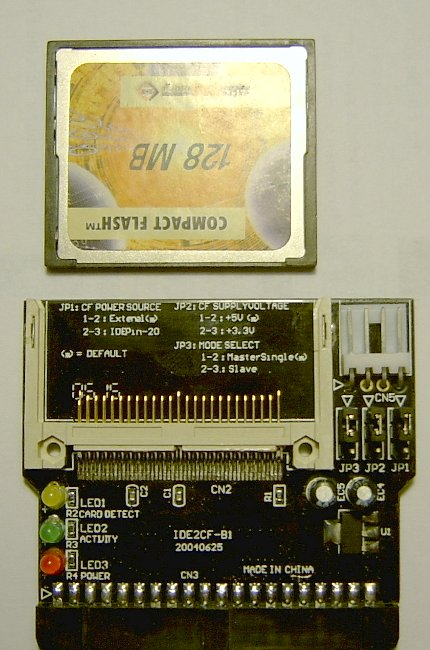
Adapter voor gebruik van een CF-kaartje in een IDE-bus-aansluiting

CompactFlash, afgekort CF, is een geheugenkaart voor verwijderbare gegevensopslag door middel van flashgeheugen. Deze geheugenkaarten zijn 43×36 mm groot en worden vooral gebruikt in computers, digitale camera's en pda's.
De standaard voorziet in drie typen, I, II en III, van oplopende dikte. De type I-kaart is 3,3 mm dik, type II is 5 mm dik en type III is 10,5 mm dik. De meeste apparaten die CF gebruiken kunnen alleen type I en II aan, type III wordt zelden gebruikt. De kaart heeft een 50 pins-aansluiting.
Een uitvoering van de CF-kaart met een minuscule harde schijf is de Microdrive. Deze is met het beschikbaar en betaalbaar worden van flashgeheugen van hoge capaciteit zeldzaam aan het worden.
Sinds 2005 worden de CF-kaartjes steeds meer verdrongen door de SD-kaart, omdat die goedkoper en kleiner is.
Het is eenvoudig om de signalen van de CF-kaartjes om te zetten naar de signalen van een IDE-bus. Met behulp van een adapter is het mogelijk een traditionele harde schijf te vervangen en een schijfloze computer te maken, of de harde schijf in een draagbare mp3-speler te upgraden.

## Capaciteit en snelheid
De capaciteit van een CF-geheugenkaart ligt tussen de 8 MB en 128 GB. Capaciteiten van meer dan 2 GB worden geformatteerd volgens FAT32, het apparaat waarin deze gebruikt worden moet dat ondersteunen. Kleinere capaciteiten worden met FAT16 geformatteerd.
De snelheid van CF-geheugenkaarten wordt aangegeven met een vermenigvuldigingsfactor (bijvoorbeeld 133×). Dit geeft aan hoeveel sneller de geheugenkaart is ten opzichte van de oorspronkelijke cd-rom-standaardsnelheid (150 kB/s). Een CF-kaart van 133× heeft dus een (maximale) overdrachtssnelheid van 20 MB/s. Een vergelijkingstabel volgt hieronder.
- 600× = ± 90 MB/s schrijfsnelheid
- 400× = ± 60 MB/s schrijfsnelheid
- 300× = ± 45 MB/s schrijfsnelheid
- 200× = ± 30 MB/s schrijfsnelheid
- 133× = ± 20 MB/s schrijfsnelheid
- 100× = ± 15 MB/s schrijfsnelheid